# Ernst Vettori
Ernst Vettori, född 25 juni 1964 i Absam, Hall in Tirol, är en österrikisk tidigare backhoppare (som tävlade för HSV Absam) och nuvarande idrottsledare.

## Karriär
18 år gammal blev Ernst Vettori junior-världsmästare i Murau 1982. Då hade han redan debuterat i världscupen året innan (4 januari 1981). Han tävlade i allt 14 säsonger i världscupen. Bästa säsongerna totalt var 1985/1986, 1986/1987 och 1989/1990 då han blev tvåa. Han hade 4 topp-5 placeringar till i den totala världscupen. Han vann 15 deltävlingar i världscupen, den första i Oberstdorf 30 december 1984 och den sista i Falun 4 mars 1992. 16 mars 1986 vann han i Holmenkollen.
Ernst Vettori har 5 VM-medaljer. Han tog en silvermedalj i lagtävlingen i Seefeld in Tirol 1985. Två år senare, i VM i Oberstdorf 1987, tog han brons i lag och i stora backen. I VM i Val di Fiemme 1991 vann han guld tillsammans med de österrikiska lagkamraterna Heinz Kuttin, Andreas Felder och Stefan Horngacher. I Falun 1993 tog han sin sista VM-medalj, en brons i lagtävlingen.
Under Olympiska spelen 1992 i Albertville vann han tävlingen i normalbacken före landsmannen Martin Höllwarth och i lagtävlingen tog han silver med det österrikiska laget, bara 1,5 poäng efter Finland. Ernst Vettori tilldelades Holmenkollenmedaljen 1991 tillsammans med Vegard Ulvang, Trond Einar Elden och Jens Weissflog.

Ernst Vettori var tillsammans med Andreas Felder bland backhopparna som lyckades att lägga om från klassisk backhopparstil (med parallella skidor) till den nye V-stilen, som utvecklades under början av 1990-talet sedan Jan Boklöv lyckades vinna den totala världscupen 1988/1989 med V-stil. Vettori har vunnit tävlingar i båda stilarter. Han avslutade backhoppskarriären 1994.

## Senare Karriär
Efter avslutad backhoppskarriär har Vettori bland annat arbetad som sportskommentator för Eurosport. Han verkar nu inom Österrikiska Skidförbundet (ÖSV) som marknadsdirektör för nordisk skidsport.